# Zamarada gracilata
Zamarada gracilata är en fjärilsart som beskrevs av Fletcher 1974. Zamarada gracilata ingår i släktet Zamarada och familjen mätare. Inga underarter finns listade i Catalogue of Life.